# 78 (число)
78 (сімдеся́т ві́сім) — натуральне число між  77 та  79.

## У математиці
- 12-е  трикутне число.

## У науці
- Атомний номер  платини.
- Азот становить 78 об'ємних відсотків  земної атмосфери.

## В інших областях
- 78 рік.
- 78 рік до н. е.
- 1978 рік.
- ASCII — код символу «N».
- 78 —  Код суб'єкта Російської Федерації і Код ГИБДД-ДАІ Санкт-Петербург а.
- 78 карт в колоді Таро.
- Правило 78 – метод обчислення розподілу щомісячних процентних платежів за споживчим кредитом.